# Scolia cypria
Scolia cypria is een vliesvleugelig insect uit de familie van de Scoliidae. De wetenschappelijke naam van de soort is voor het eerst geldig gepubliceerd in 1854 door Henri de Saussure.